# Polyxenos (indo-griechischer König)

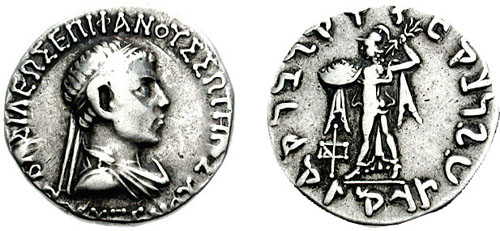
Münze des Polyxenus

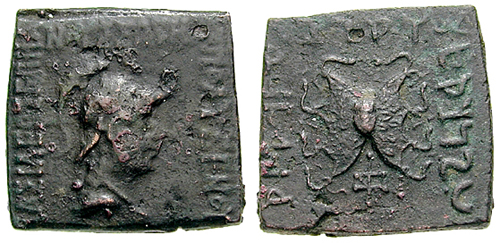
Münze des Polyxenus

Polyxenos (auch lat. Polyxenus) war ein indo-griechischer König, der bisher nur von seinen (wenigen) Münzen bekannt ist. Dort wird er manchmal als Epiphanes und Soter bezeichnet. Er regierte wahrscheinlich nur kurz, wobei sein Herrschaftsgebiet im Hindukusch lag. Die genaue chronologische Festsetzung seiner Regierungszeit ist in der Forschung umstritten. Narain sieht in ihm einen Vasallenkönig von Menandros. Auf seinen Silbermünzen erscheint er eine Büste mit Helm und Pallas. Auf den Kupfermünzen erscheint eine Athene mit Helm auf der einen und ein Gorgonenkopf auf der anderen Seite.